# Rugby a 15 nel 2014

## Attività internazionale
| Torneo                                                 | Edizione                    | Campione                                                             |
| ------------------------------------------------------ | --------------------------- | -------------------------------------------------------------------- |
| Rugby Championship                                     | The Rugby Championship 2014 | Nuova Zelanda                                                        |
| Sei Nazioni                                            | Sei Nazioni 2014            | Irlanda                                                              |
| Sei Nazioni femminile                                  | Sei Nazioni femminile 2014  | Francia                                                              |
| Sudamericano                                           | Sudamericano 2014           | Argentina                                                            |
| Pacific Nations Cup                                    | Pacific Nations Cup 2014    | Giappone (Asia/Pacific conference) Figi (Pacific Islands conference) |
| Campionato europeo                                     | Campionato europeo 2012-14  | Georgia                                                              |
| Per maggiori dettagli vai alle voci dei singoli tornei |                             |                                                                      |

## Attività di club
| Nazione                                                | Torneo                    | Stagione                    | Campione         |
| ------------------------------------------------------ | ------------------------- | --------------------------- | ---------------- |
| -                                                      | Heineken Cup              | Heineken Cup 2013-14        | Tolone           |
| -                                                      | European Challenge Cup    | Challenge Cup 2013-14       | Northampton      |
| Australia Nuova Zelanda Sudafrica                      | Super Rugby               | Super Rugby 2014            | Waratahs         |
| Galles Irlanda Italia Scozia                           | Pro12                     | Pro12 2013-14               | Leinster         |
| Argentina                                              | Campionato argentino      | Campionato argentino 2014   |                  |
| Brasile                                                | Super 10                  | Super 10 2014               | Curitiba         |
| Francia                                                | Top 14                    | Top 14 2013-14              | Tolone           |
| Inghilterra                                            | English Premiership       | Premiership 2013-14         | Northampton      |
| Inghilterra Galles                                     | Coppa Anglo-Gallese       | Coppa Anglo-Gallese 2013-14 | Exeter           |
| Italia                                                 | Eccellenza                | Eccellenza 2013-14          | Calvisano        |
| Italia                                                 | Trofeo Eccellenza         | Trofeo Eccellenza 2013-14   | Fiamme Oro       |
| Nuova Zelanda                                          | ITM Cup                   | ITM Cup 2014                | Taranaki         |
| Romania                                                | SuperLiga                 | SuperLiga 2013-14           | Baia Mare        |
| Russia                                                 | Professional Rugby League | Campionato 2013-14          | Enisej-STM       |
| Spagna                                                 | División de Honor         | División de Honor 2013-14   | Valladolid       |
| Sudafrica                                              | Currie Cup                | Currie Cup 2014             | Western Province |
| Sudafrica                                              | Vodacom Cup               | Vodacom Cup 2014            | Griquas          |
| Per maggiori dettagli vai alle voci dei singoli tornei |                           |                             |                  |